# Nonthaburi Challenger II 2025 - Doppio
Il doppio del torneo di tennis professionistico Nonthaburi Challenger II 2025, facente parte della categoria Challenger 75 nell'ambito dell'ATP Challenger Tour 2025, si è giocato dal 6 al 12 gennaio a Nonthaburi, in Thailandia. Tra le coppie partecipanti erano assenti Kokoro Isomura e Rio Noguchi, i detentori del titolo.
In finale Ray Ho e Neil Oberleitner hanno sconfitto Daniel Cukierman e Joshua Paris con il punteggio di 6–4, 7–6(5).

## Teste di serie
1. Jakob Schnaitter /  Mark Wallner (primo turno)
2. Anirudh Chandrasekar /  Karol Drzewiecki (primo turno)

1. Jeevan Nedunchezhiyan /  Vijay Sundar Prashanth (quarti di finale)
2. Patrik Niklas-Salminen /  Reese Stalder (semifinale)

## Wildcard
1. Maximus Jones /  Wishaya Trongcharoenchaikul (primo turno)

1. Pawit Sornlaksup /  Thantub Suksumrarn (primo turno)

## Tabellone

### Legenda
| - Q = Qualificato - WC = Wild card - LL = Lucky loser | - ALT = Alternate - SE = Special Exempt - PR = Protected Ranking | - w/o = Walkover - r = Ritirato - d = Squalificato |

|  | Primo turno | Primo turno                   | Primo turno                   | Primo turno | Primo turno |  |  | Quarti di finale | Quarti di finale              | Quarti di finale              | Quarti di finale    | Quarti di finale |     |      | Semifinali | Semifinali                    | Semifinali                    | Semifinali              | Semifinali              |   |   | Finale | Finale | Finale | Finale | Finale |  |
|  |             |                               |                               |             |             |  |  |                  |                               |                               |                     |                  |     |      |            |                               |                               |                         |                         |   |   |        |        |        |        |        |  |
|  | 1           | J Schnaitter M Wallner        | 6                             | 3           | [4]         |  |  |                  |                               |                               |                     |                  |     |      |            |                               |                               |                         |                         |   |   |        |        |        |        |        |  |
|  |             | S Watanabe T Yuzuki           | 4                             | 6           | [10]        |  |  |                  | S Watanabe T Yuzuki           | 6                             | 2                   | [10]             |     |      |            |                               |                               |                         |                         |   |   |        |        |        |        |        |  |
|  |             | FC Alcantara E King           | 6                             | 4           | [10]        |  |  |                  | FC Alcantara E King           | 3                             | 6                   | [5]              |     |      |            |                               |                               |                         |                         |   |   |        |        |        |        |        |  |
|  |             | N Kaliyanda Poonacha S Myneni | 4                             | 6           | [8]         |  |  |                  |                               |                               |                     |                  |     |      |            | S Watanabe T Yuzuki           | 3                             | 719                     | [5]                     |   |   |        |        |        |        |        |  |
|  | 3           | J Nedunchezhiyan VS Prashanth | J Nedunchezhiyan VS Prashanth | 7           | 6           |  |  |                  |                               |                               | D Cukierman J Paris | 6                | 617 | [10] |            |                               |                               |                         |                         |   |   |        |        |        |        |        |  |
|  | WC          | P Sornlaksup T Suksumrarn     | P Sornlaksup T Suksumrarn     | 63          | 4           |  |  | 3                | J Nedunchezhiyan VS Prashanth | J Nedunchezhiyan VS Prashanth | 2                   | 0                |     |      |            |                               |                               |                         |                         |   |   |        |        |        |        |        |  |
|  | WC          | M Jones W Trongcharoenchaikul | M Jones W Trongcharoenchaikul | 1           | 5           |  |  |                  | D Cukierman J Paris           | D Cukierman J Paris           | 6                   | 6                |     |      |            |                               |                               |                         |                         |   |   |        |        |        |        |        |  |
|  |             | D Cukierman J Paris           | D Cukierman J Paris           | 6           | 7           |  |  |                  |                               |                               |                     |                  |     |      |            | Daniel Cukierman Joshua Paris | Daniel Cukierman Joshua Paris | 4                       | 65                      |   |   |        |        |        |        |        |  |
|  |             | R Bertola G Blancaneaux       | R Bertola G Blancaneaux       | 6           | 7           |  |  |                  |                               |                               |                     |                  |     |      |            |                               |                               | Ray Ho Neil Oberleitner | Ray Ho Neil Oberleitner | 6 | 7 |        |        |        |        |        |  |
|  |             | P Isaro A Wang                | P Isaro A Wang                | 4           | 61          |  |  |                  | R Bertola G Blancaneaux       | R Bertola G Blancaneaux       | 2                   | 65               |     |      |            |                               |                               |                         |                         |   |   |        |        |        |        |        |  |
|  |             | C Lock F Maestrelli           | C Lock F Maestrelli           | 63          | 5           |  |  | 4                | P Niklas-Salminen R Stalder   | P Niklas-Salminen R Stalder   | 6                   | 7                |     |      |            |                               |                               |                         |                         |   |   |        |        |        |        |        |  |
|  | 4           | P Niklas-Salminen R Stalder   | P Niklas-Salminen R Stalder   | 7           | 7           |  |  |                  |                               |                               |                     |                  |     |      | 4          | P Niklas-Salminen R Stalder   | 3                             | 6                       | [3]                     |   |   |        |        |        |        |        |  |
|  |             | J-s Nam K Uesugi              | 6                             | 65          | [2]         |  |  |                  |                               |                               | R Ho N Oberleitner  | 6                | 3   | [10] |            |                               |                               |                         |                         |   |   |        |        |        |        |        |  |
|  |             | R Ho N Oberleitner            | 4                             | 7           | [10]        |  |  |                  | R Ho N Oberleitner            | R Ho N Oberleitner            | 6                   | 7                |     |      |            |                               |                               |                         |                         |   |   |        |        |        |        |        |  |
|  |             | B Bayldon J Paul              | B Bayldon J Paul              | 7           | 6           |  |  |                  | B Bayldon J Paul              | B Bayldon J Paul              | 3                   | 5                |     |      |            |                               |                               |                         |                         |   |   |        |        |        |        |        |  |
|  | 2           | A Chandrasekar K Drzewiecki   | A Chandrasekar K Drzewiecki   | 64          | 3           |  |  |                  |                               |                               |                     |                  |     |      |            |                               |                               |                         |                         |   |   |        |        |        |        |        |  |